# شهرستان مارشال (اکلاهما)
شهرستان مارشال، اکلاهما (به انگلیسی: Marshall County, Oklahoma) شهرستانی در ایالات متحده آمریکا است که در اکلاهما واقع شده‌است.

## خصوصیات
شهرستان مارشال ۱٬۱۰۵٫۹۳ کیلومترمربع مساحت دارد.